# 伊什特万迪
伊什特万迪，是匈牙利绍莫吉州所辖的一个村。总面积30.30平方公里，总人口597，人口密度19.7人/平方公里（2011年1月1日）。